# Lanehelea leei
Lanehelea leei är en tvåvingeart som beskrevs av Wirth och Blanton 1972. Lanehelea leei ingår i släktet Lanehelea och familjen svidknott.
Artens utbredningsområde är Colombia. Inga underarter finns listade i Catalogue of Life.